# Rhinella sternosignata
Rhinella sternosignata  es una especie de anfibio anuro de la familia de sapos Bufonidae.. Se encuentra en Colombia y Venezuela. Su hábitat natural son los bosques tropicales húmedos de tierras bajas o subtropicales, montanos tropicales o subtropicales húmedos, ríos, agua dulce, marismas, y marchas de agua dulce intermitentes. Está amenazado por la degradación de su hábitat.